# Remigio Pagnotta
Remigio Pagnotta (Avellino, 29 settembre 1869 – Salerno, 14 luglio 1940) è stato un politico e faccendiere italiano, sindaco di Avellino fra il 1903 e il 1904.

## Biografia
Fu l'ultimo di tre figli di Domenico, e Ortensia Capaldo. La sua infanzia fu precocemente segnata dalla perdita del padre a soli tre anni e da ulteriori lutti familiari negli anni successivi, inclusa la scomparsa di due zii e del fratello maggiore Carmine tra il 1881 e il 1882. Nonostante queste avversità, il sostegno e l'ospitalità della famiglia paterna, in particolare della nonna e degli zii, gli permisero di proseguire gli studi. Grazie all'aiuto economico iniziale dello zio Vincenzo, Pagnotta completò gli studi classici e ottenne il diploma di professore di matematica. Insegnò questa materia presso il Liceo Colletta di Avellino per alcuni anni.

### Carriera politica e giornalistica
La sua natura insofferente e dinamica lo spinse ben presto oltre l'ambito accademico. Dopo una breve esperienza come vicesegretario nell'amministrazione delle poste e dei telegrafi, da cui si dimise per la sua avversione alle restrizioni, si dedicò con passione agli studi di giurisprudenza (pur senza completare l'università) e, soprattutto, all'attività politica e giornalistica.
All'inizio del Novecento, Pagnotta emerse come figura di spicco del socialismo irpino, distinguendosi per un pensiero politico eclettico, influenzato dal positivismo, e caratterizzato da un marcato anticlericalismo, un approccio massimalista e la promozione del bloccardismo, ovvero l'unione dei partiti popolari.
Nel 1902 fu eletto consigliere comunale di Avellino e, l'anno successivo, divenne sindaco della città, guidando una coalizione con i radicali. La sua amministrazione fu il risultato di un'intensa campagna per moralizzare la vita politica locale, in sintonia con il più ampio movimento di lotta alla corruzione nel Mezzogiorno. Dal marzo 1903 al dicembre 1904, durante il suo mandato di sindaco, Pagnotta partecipò attivamente alla fondazione dell'Associazione Nazionale dei Comuni Italiani (ANCI), contribuendo alla modernizzazione delle amministrazioni locali. Sebbene la sua esperienza di sindaco fu breve e complessa, ostacolata da problemi finanziari ereditati e tensioni ideologiche interne, essa dimostrò il suo forte impegno civico.

### Attività come intermediario finanziario
Terminata la guerra, pur restando fedele ai suoi ideali socialisti, Remigio Pagnotta seppe reinventarsi con spirito pragmatico nel settore dell’intermediazione finanziaria, registrandosi nel 1921 alla Camera di Commercio come cambiavalute.
In un contesto segnato dalla profonda instabilità monetaria del dopoguerra, Pagnotta emerse rapidamente come figura di spicco: un intermediario affidabile, eclettico, apprezzato per la sua capacità di orientare i clienti in un sistema finanziario in continua evoluzione. Il suo nome guadagnò particolare notorietà in occasione del fallimento della locale Banca di Sconto, evento durante il quale assistette con successo numerosi risparmiatori, consolidando così la propria reputazione.
La sua attività si estendeva ben oltre il semplice cambio di valuta, includendo operazioni su titoli pubblici e privati, riporti, anticipazioni e forme embrionali di credito personale. L’operatività intensa e spesso informale gli valse l’appellativo di “banca ambulante”: una sorta di insider lending capace di muoversi agilmente tra i diversi livelli del mercato del denaro, colmando il divario tra la realtà economica locale e le istituzioni creditizie più strutturate. Tuttavia, questo sistema, basato su una complessa rete fiduciaria di crediti e debiti e sulla disponibilità degli istituti a concedergli credito anche in assenza di garanzie patrimoniali formali, si rivelò presto strutturalmente fragile.
Nel 1931, l'intermediario campano fu condannato per bancarotta fraudolenta. Il suo patrimonio, che all'epoca era stimato intorno ai 5 milioni di lire, equivalenti a oltre 60 milioni di euro odierni, sarebbe stato probabilmente almeno in parte conservato e nascosto, rendendo difficile tracciare la sua reale destinazione.
Terminato il periodo di reclusione, si ritirò a vita privata, mantenendo un profilo discreto e apparentemente deciso a recidere ogni legame con la scena pubblica e finanziaria che lo aveva reso celebre. Trascorse così gli ultimi anni nel castello di famiglia a Salerno, dove morì il 14 luglio 1940.